# 灯笼山椒蝾螺
灯笼山椒蝾螺（学名：Leptothyra rubricincta）是一種迷你貝尺寸的海螺物種。舊屬原始腹足目蝾螺科，今屬鐘螺總科縮口螺科。本物種有鈣質的螺厣。

## 型態描述
螺殼微小，長度只有2.2 mm。

## 分佈
主要分佈於中太平洋的夏威夷群島，但也見於印度洋-西太平洋其他地區的海域，例如：台湾的綠島。常栖息在潮间带岩礁。

## 外部連結
- To Biodiversity Heritage Library (3 publications) （页面存档备份，存于）
- ITIS
- Hardy, Eddie. . Hardy's Internet Guide to Marine Gastropods. （原始内容存档于2020-06-28） （英语）.